# Deutschland sucht den Superstar/Staffel 12
Die zwölfte Staffel der deutschen Gesangs-Castingshow Deutschland sucht den Superstar wurde vom 7. Januar bis zum 16. Mai 2015 im Programm des Fernsehsenders RTL ausgestrahlt. Im Finale konnte sich Severino Seeger gegen Viviana Grisafi und Antonio Gerardi durchsetzen.

## Castings und Recall
Start der Staffel war am Mittwoch, den 7. Januar 2015. Neben dem Dauerjuror Dieter Bohlen saßen die Popstars-Gewinnerin Mandy Capristo, DJ Antoine und der Schlagersänger Heino in der Jury. Bis zu den Eventshows gab es keinen Moderator; ab der ersten Eventshow moderierte Oliver Geissen. Die Gewinnspielansagen während der Castings wurden von Menderes Bağcı gesprochen. Als ständiger Gast war neben Menderes auch Heinos Ehefrau zu sehen. In den Castingrunden wählte jeder Kandidat vor dem Auftritt eine Goldene CD mit dem Namen des Jurors aus, dessen Stimme bei unentschiedenem Juryvoting den Ausschlag für Weiterkommen oder Ausscheiden geben sollte. Menderes erreichte zum vierten Mal den Recall. Dort wurde ein „Quickpick“ veranstaltet, bei dem jeder Kandidat noch einmal vorsingen musste. RTL sendete diesen Deutschland-Recall nicht. Stattdessen wurde nur eine kurze Szene gezeigt, in der Bohlen verkündete, dass die 34 Vorgetretenen der 110 Recall-Kandidaten im Thailand-Recall seien.
In dieser Staffel trat auch der Sänger und Comedian Kazim Akboga mit seiner Eigenkomposition Is’ mir egal in den Castings auf, die noch im selben Jahr als Werbesong für die Berliner Verkehrsbetriebe umgeschrieben wurde; er schaffte es nicht in den Recall.

## Re-Recall
Insgesamt erreichten 16 Frauen und 18 Männer den Auslands-Recall. Für die ersten vier Darbietungen traten die Kandidaten nach Geschlechtern getrennt in Dreier- oder Vierergruppen mit vorbestimmten Songs auf. Vor dem ersten Auftritt stieg ein Kandidat aus; seine Gruppe sang daraufhin als Duo. Das Motto für den ersten Auftritt auf einem der höchsten Gebäude in Bangkok lautete „Black and White“. Nachdem vier Kandidaten ausgeschieden waren, traten in der nächsten Folge die neu eingeteilten Gruppen vor dem mitten auf einer Straße aufgebauten Jurypult auf. Zusätzlich zum Gesang hatten sie eine Choreographie und ein Intro vorzubereiten. Diese Runde bedeutete das Aus für drei Kandidaten. Nach dem dritten Auftritt in einer historischen Tempelanlage vor den Toren Bangkoks sortierte die Jury sieben Kandidaten aus, und 19 kamen weiter. Diese traten am Strand der zum Ko-Hong-Archipel gehörenden Insel Ko Hong im Süden des Landes auf, fünf von ihnen per Juryurteil zum letzten Mal. Die verbliebenen 14 Kandidaten sangen sieben gemischt- oder gleichgeschlechtliche Duette auf einem mit Plexiglas abgedeckten Swimmingpool. Vier von ihnen mussten danach die Show verlassen.

### Re-Recall-Teilnehmer
| Kandidat(in), Alter                         | Kandidat(in), Alter | Beruf                                                           | 0Wohnort0               | Anmerkungen | Ausgeschieden (Ausscheidungsrunde)    |
| ------------------------------------------- | ------------------- | --------------------------------------------------------------- | ----------------------- | --- | ------------------------------------- |
| Severino Seeger                             | 28                  | Key Account Manager                                             | Wächtersbach            | | Sieger                                |
| Viviana Grisafi                             | 17                  | Schülerin                                                       | Offenbach               | 3. Platz bei Das Supertalent 2013, daraufhin Einladung von Dieter Bohlen zum Casting                                         | Nach 12. Auftritt (Bremen)            |
| Antonio Gerardi                             | 30                  | Mitarbeiter im elterlichen Blumengroßhandel, Sänger             | Mailand                 | | Nach 10. Auftritt (Bremen)            |
| Jeannine Rossi                              | 26                  | Selbstständige Künstlerin (Sängerin, Tänzerin und Choreografin) | Straß in Steiermark     | Auftritte in verschiedenen Bands Single-Veröffentlichungen 2014                                                              | Nach 9. Auftritt (Leipzig)            |
| Erica Greenfield                            | 35                  | Sängerin                                                        | Oud-Turnhout            | | Nach 9. Auftritt (Leipzig)            |
| Seraphina Ueberholz                         | 20                  | Auszubildende zur Industriekauffrau                             | Wuppertal               | | Nach 9. Auftritt (Leipzig)            |
| Laura Herrmann Lopez                        | 23                  | Restaurantfachfrau                                              | Heidelberg              | Unter den letzten 16 (Ägypten-Workshop) bei Popstars 2008                                                                    | Nach 7. Auftritt (Balver Höhle)       |
| Robin Eichinger                             | 22                  | Schüler                                                         | Mainz                   | | Nach 7. Auftritt (Balver Höhle)       |
| Marcel Kärcher                              | 32                  | Studienabschluss Soziologie 2014                                | Wiesbaden               | Früherer Chorsänger Früheres Mitglied von Bands Aufgrund seiner YouTube-Videos fragte RTL bei ihm wegen einer Teilnahme nach | Nach 6. Auftritt (Ischgl)             |
| Leon Heidrich                               | 21                  | Auszubildender zum Veranstaltungskaufmann, Model                | Köln                    | | Nach 6. Auftritt (Ischgl)             |
| Juna Manaj                                  | 23                  | Ausbildung zur Bankkauffrau 2014 abgeschlossen                  | Frankfurt am Main       | In der Top-15-Show von Staffel 5 ausgeschieden                                                                               | Nach 5. Auftritt (Pool)               |
| Kevin Spatt                                 | 24                  | Kaufmännischer Angestellter                                     | Eggendorf im Traunkreis | | Nach 5. Auftritt (Pool)               |
| Melissa Nock                                | 19                  | Schülerin                                                       | Köln                    | Teilnahme bei Das Supertalent 2010                                                                                           | Nach 5. Auftritt (Pool)               |
| Susanne Spahiu (Chica Susi Unique)          | 21                  | Auszubildende zur Fachfrau für Systemgastronomie                | Arnsberg                | | Nach 5. Auftritt (Pool)               |
| Anna Carina Alpert                          | 22                  | Kauffrau im Einzelhandel                                        | Osnabrück               | Ihr Großvater Hansi Alpert war Spieler des VfL Osnabrück                                                                     | Direkt nach 4. Auftritt (Strand)      |
| Fitzroy Maxwell                             | 41                  | Reggae-Musiker (Fireblack), Gärtner                             | Paderborn               | | Direkt nach 4. Auftritt (Strand)      |
| Katarina Durdevic                           | 19                  | Auszubildende zur Sport- und Fitnesskauffrau                    | Berlin                  | | Direkt nach 4. Auftritt (Strand)      |
| Noel Terhorst                               | 20                  | Schüler                                                         | Moers                   | | Direkt nach 4. Auftritt (Strand)      |
| Sascha Grabowski                            | 33                  | Soldat der Marineoperationsschule                               | Bremerhaven             | | Direkt nach 4. Auftritt (Strand)      |
| Christoph Cronauer                          | 19                  | Schüler                                                         | Freising                | | Nach 3. Auftritt (Tempel)             |
| Daniela Da Silva Esteves                    | 22                  | Angestellte bei einer Zeitarbeitsfirma                          | Bremerhaven             | | Nach 3. Auftritt (Tempel)             |
| Rebecca Schelhorn                           | 19                  | Jurastudentin, Sängerin (LaBecca)                               | Burghaslach             | Aufgrund ihrer YouTube-Videos fragte RTL bei ihr wegen einer Teilnahme nach                                                  | Nach 3. Auftritt (Tempel)             |
| Tina Umbricht                               | 16                  | Schülerin                                                       | Gränichen               | | Nach 3. Auftritt (Tempel)             |
| Mustafa Papeoglou                           | 23                  | Textilverkäufer                                                 | Stuttgart               | | Direkt nach 3. Auftritt (Tempel)      |
| Patrick Stiebe                              | 22                  | Lehramtsstudent Deutsch und Englisch                            | Rostock                 | Früherer Chorsänger | Direkt nach 3. Auftritt (Tempel)      |
| Randy Baker                                 | 22                  | Model                                                           | Chemnitz                | | Direkt nach 3. Auftritt (Tempel)      |
| Amina Karoui                                | 18                  | Auszubildende zur Friseurin                                     | Wien                    | | Nach 2. Auftritt (Straße)             |
| Christian Torez (bis Mitte 2019 noch Tesch) | 17                  | Stylist, Model                                                  | Berlin                  | | Nach 2. Auftritt (Straße)             |
| Sandra Kraft                                | 25                  | Mutter                                                          | Hamburg                 | 2013 Ausbildung zur Bühnendarstellerin                                                                                       | Nach 2. Auftritt (Straße)             |
| Germaine Nassal                             | 25                  | Fotografin                                                      | Rohrbach                | | Nach 1. Auftritt (Hochhaus)           |
| Kerim Yilmaz                                | 22                  | Taxifahrer                                                      | Lengerich               | | Nach 1. Auftritt (Hochhaus)           |
| Patrick Nowak                               | 24                  | Polizist, Jurastudent                                           | Magdeburg               | | Nach 1. Auftritt (Hochhaus)           |
| Gianfranco Savoia                           | 18                  | Auszubildender zum Friseur                                      | Frankfurt am Main       | Erster Casting-Kandidat, der mit Kopfhörern aufgetreten ist und trotzdem in den Recall kam.                                  | Direkt nach 1. Auftritt (Hochhaus)    |
| René Krebs                                  | 24                  | Prüfstandfahrer bei Autohersteller                              | Wolfsburg               | Auftritte in einer Zwei-Mann-Band                                                                                            | Freiwillig vor 1. Auftritt (Hochhaus) |

Teilnehmer an den Eventshows und dortiger Ausscheidungszeitpunkt

## Live-Tour-Eventshows

### Kandidaten
| Platz | Kandidat             | Ausgeschieden am | Zugehöriger Auftritt        |
| ----- | -------------------- | ---------------- | --------------------------- |
| 1.    | Severino Seeger      | Sieger           | 16. Mai Finale – Bremen     |
| 2.    | Viviana Grisafi      | 16. Mai          | 16. Mai Finale – Bremen     |
| 3.    | Antonio Gerardi      | 16. Mai          | 16. Mai Finale – Bremen     |
| 4.    | Jeannine Rossi       | 9. Mai           | 5. Mai Halbfinale – Leipzig |
| 5.    | Erica Greenfield     | 9. Mai           | 5. Mai Halbfinale – Leipzig |
| 6.    | Seraphina Ueberholz  | 9. Mai           | 5. Mai Halbfinale – Leipzig |
| 7.    | Laura Herrmann Lopez | 2. Mai           | 29. April – Balver Höhle    |
| 8.    | Robin Eichinger      | 2. Mai           | 29. April – Balver Höhle    |
| 9.    | Marcel Kärcher       | 25. April        | 11. April – Ischgl          |
| 10.   | Leon Heidrich        | 25. April        | 11. April – Ischgl          |

### Resultate
|          | Erste Event-Show Top of the Mountain Ischgl | Zweite Event-Show Dome of Stone Balver Höhle | Dritte Event-Show Glashalle Leipzig | Vierte Event-Show ÖVB-Arena Bremen (1. Entscheidung) | Vierte Event-Show ÖVB-Arena Bremen (2. Entscheidung) |
| -------- | ------------------------------------------- | -------------------------------------------- | ----------------------------------- | ---------------------------------------------------- | ---------------------------------------------------- |
| Platz 1  | Antonio 32,17 %                             | Severino 38,96 %                             | Severino 35,56 %                    | Severino 40,17 %                                     | Severino 58,57 %                                     |
| Platz 2  | Viviana 18,36 %                             | Viviana 17,03 %                              | Viviana 25,07 %                     | Viviana 38,19 %                                      | Viviana 41,43 %                                      |
| Platz 3  | Severino 16,48 %                            | Antonio 13,91 %                              | Antonio 16,36 %                     | Antonio 21,64 %                                      |                                                      |
| Platz 4  | Jeannine 07,55 %                            | Erica 08,32 %                                | Jeannine 09,01 %                    |                                                      |                                                      |
| Platz 5  | Laura 05,30 %                               | Jeannine 06,56 %                             | Erica 08,76 %                       |                                                      |                                                      |
| Platz 6  | Seraphina 04,86 %                           | Seraphina 06,24 %                            | Seraphina 05,21 %                   |                                                      |                                                      |
| Platz 7  | Erica 04,67 %                               | Laura 04,65 %                                |                                     |                                                      |                                                      |
| Platz 8  | Robin 04,19 %                               | Robin 04,33 %                                |                                     |                                                      |                                                      |
| Platz 9  | Marcel 03,29 %                              |                                              |                                     |                                                      |                                                      |
| Platz 10 | Leon 03,13 %                                |                                              |                                     |                                                      |                                                      |

Sieger der Staffel
Kandidaten mit den wenigsten Anrufen

### Erste Event-Show
Die erste Event-Show wurde am 11. April in Ischgl unter dem Motto Top of the Mountain aufgezeichnet und schließlich am 25. April ausgestrahlt. Der Gruppensong der Top Ten war Auf uns von Andreas Bourani. Nach den Auftritten der Top Ten hatte Andreas Gabalier einen Gastauftritt. Im Anschluss an die aufgezeichnete Sendung wurde die Entscheidung live verkündet. Marcel Kärcher und Leon Heidrich hatten die wenigsten Anrufe.
|  | Startnr. | Name                | Alter* | Interpret, Lied                                    | Bemerkung     | Platzierung |
|  | -------- | ------------------- | ------ | -------------------------------------------------- | ------------- | ----------- |
|  | 01       | Severino Seeger     | 28     | Mark Ronson feat. Bruno Mars – Uptown Funk         | weiter        | 3 (16,48 %) |
|  | 02       | Viviana Grisafi     | 17     | Ellie Goulding – Love Me like You Do               | weiter        | 2 (18,36 %) |
|  | 03       | Leon Heidrich       | 21     | Cro – Einmal um die Welt                           | ausgeschieden | 10 (3,13 %) |
|  | 04       | Erica Greenfield    | 36     | Beyoncé Knowles – Single Ladies (Put a Ring on It) | weiter        | 7 0(4,67 %) |
|  | 05       | Marcel Kärcher      | 33     | Mark Forster feat. Sido – Au revoir                | ausgeschieden | 9 0(3,29 %) |
|  | 06       | Jeannine Rossi      | 26     | Helene Fischer – Atemlos durch die Nacht           | weiter        | 4 0(7,55 %) |
|  | 07       | Robin Eichinger     | 22     | Marlon Roudette – When the Beat Drops Out          | weiter        | 8 0(4,19 %) |
|  | 08       | Laura Lopez         | 23     | Ariana Grande, Jessie J & Nicki Minaj – Bang Bang  | weiter        | 5 0(5,30 %) |
|  | 09       | Seraphina Ueberholz | 20     | Rosenstolz – Ich bin ich (wir sind wir)            | weiter        | 6 0(4,86 %) |
|  | 10       | Antonio Gerardi     | 30     | Joe Cocker – You Are So Beautiful                  | weiter        | 1 (32,17 %) |

### Zweite Event-Show
Die zweite Event-Show wurde am 29. April in der Balver Höhle unter dem Motto Dome of Stone aufgezeichnet und am 2. Mai ausgestrahlt. Der Gruppensong der Top 8 war Love Runs Out von OneRepublic. Auf die Aufzeichnung folgte wieder eine Live-Entscheidung, bei der es zu einem Versprecher des Moderators Oliver Geissen kam: Er las die Telefonnummer für Laura Lopez falsch vor. Trotzdem gab er bekannt, dass Robin Eichinger und Laura Lopez die wenigsten Zuschauerstimmen bekommen hätten und somit ausgeschieden seien.
|  | Startnr. | Name                | Alter* | Interpret, Lied                               | Bemerkung     | Platzierung |
|  | -------- | ------------------- | ------ | --------------------------------------------- | ------------- | ----------- |
|  | 01       | Laura Lopez         | 23     | Sigma feat. Paloma Faith – Changing           | ausgeschieden | 7 0(4,65 %) |
|  | 02       | Viviana Grisafi     | 17     | Sam Smith – Stay with Me                      | weiter        | 2 (17,03 %) |
|  | 03       | Robin Eichinger     | 22     | Kygo feat. Conrad – Firestone                 | ausgeschieden | 8 0(4,33 %) |
|  | 04       | Erica Greenfield    | 36     | Sia – Chandelier                              | weiter        | 4 0(8,32 %) |
|  | 05       | Jeannine Rossi      | 26     | Andrea Berg – Du hast mich tausendmal belogen | weiter        | 5 0(6,56 %) |
|  | 06       | Antonio Gerardi     | 30     | Bon Jovi – It’s My Life                       | weiter        | 3 (13,91 %) |
|  | 07       | Seraphina Ueberholz | 20     | Christina Stürmer – Ich lebe                  | weiter        | 6 0(6,24 %) |
|  | 08       | Severino Seeger     | 28     | The Righteous Brothers – Unchained Melody     | weiter        | 1 (38,96 %) |

### Dritte Event-Show
Die dritte Event-Show wurde am 5. Mai in der Leipziger Glashalle aufgezeichnet und am 9. Mai ausgestrahlt. In dieser Show sangen die Kandidaten jeweils einen Einzelsong und ein Duett mit einem anderen Kandidaten. Die Gruppensongs der Top 6 waren Blame von Calvin Harris feat. John Newman und Outside von Calvin Harris feat. Ellie Goulding. Nach der Aufzeichnung folgte die Live-Verkündung des Ergebnisses. Seraphina Ueberholz, Jeannine Rossi und Erica Greenfield mussten die Show verlassen.
|  | Startnr. | Name                | Alter* | 1. Interpret, Lied                      | 2. Interpret, Lied                                | Bemerkung     | Platzierung |
|  | -------- | ------------------- | ------ | --------------------------------------- | ------------------------------------------------- | ------------- | ----------- |
|  | 01       | Antonio Gerardi     | 30     | James Arthur – Impossible               | Joe Cocker & Jennifer Warnes – Up Where We Belong | weiter        | 3 (16,39 %) |
|  | 02       | Erica Greenfield    | 36     | Meghan Trainor – Lips Are Movin’        | Joe Cocker & Jennifer Warnes – Up Where We Belong | ausgeschieden | 5 0(8,76 %) |
|  | 03       | Jeannine Rossi      | 26     | Vicky Leandros – Ich liebe das Leben    | Silbermond – Das Beste                            | ausgeschieden | 4 0(9,01 %) |
|  | 04       | Seraphina Ueberholz | 20     | Sportfreunde Stiller – Applaus, Applaus | Silbermond – Das Beste                            | ausgeschieden | 6 0(5,21 %) |
|  | 05       | Severino Seeger     | 28     | Blue – Breathe Easy                     | Lionel Richie & Diana Ross – Endless Love         | weiter        | 1 (35,56 %) |
|  | 06       | Viviana Grisafi     | 17     | Jessie J – Masterpiece                  | Lionel Richie & Diana Ross – Endless Love         | weiter        | 2 (25,07 %) |

### Vierte Event-Show
Am 16. Mai fand das DSDS-Finale live in der ÖVB-Arena in Bremen statt. Am Anfang sangen die 10 Kandidaten den Titel Auf uns von Andreas Bourani, danach die Finalisten den Song Don’t Worry von Madcon feat. Ray Dalton. Nachdem jeder Kandidat einmal solo aufgetreten war, musste Antonio Gerardi die Show auf dem 3. Platz verlassen. Am Ende gewann Severino Seeger mit 58,57 Prozent der Stimmen. Während der Show traten die Söhne Mannheims mit dem Song Geh davon aus auf.
|  | Startnr. | Name            | Alter* | „Neuer Song“ Interpret, Lied                         | Staffelhighlight Interpret, Lied          | Siegersong       | Platzierung 1. Abstimmung | Platzierung 2. Abstimmung |
|  | -------- | --------------- | ------ | ---------------------------------------------------- | ----------------------------------------- | ---------------- | ------------------------- | ------------------------- |
|  | 01       | Antonio Gerardi | 30     | James Morrison – You Give Me Something               | –                                         | –                | 3 (21,64 %)               | –                         |
|  | 02       | Viviana Grisafi | 17     | David Guetta feat. Emeli Sandé – What I Did For Love | Miley Cyrus – Wrecking Ball               | Hero of my Heart | 2 (38,19 %)               | 2 (41,43 %)               |
|  | 03       | Severino Seeger | 28     | Bruno Mars – When I Was Your Man                     | The Righteous Brothers – Unchained Melody | Hero of my Heart | 1 (40,17 %)               | 1 (58,57 %)               |

## Kritik
TV-Kritiker gingen mit der ersten Eventshow hart ins Gericht. Für Quotenmeter.de etwa schrieb David Grzeschik: „Das alles […] ergab ein völlig missratenes Produkt, das den Zuschauer einfach nicht erreichen wollte. Situationsbedingte Emotionen ergaben sich zu keinem Zeitpunkt, stattdessen wirkte alles gelenkt und wenig authentisch. Das Erlebnis einer Live-Show, die sich durch den Faktor Unberechenbarkeit auszeichnet, hat RTL damit völlig sabotiert. Stattdessen wurden die Redakteure im Schnitt nicht müde, für jeden Murks den passenden Bild- oder Toneffekt auszupacken.“